# Aqua Dental
Aqua Dental är en svensk privat tandvårdskedja grundad 2010, med kliniker i Stockholm, Göteborg, Malmö, Uppsala, Västerås, Helsingborg, Åre och Östersund. Bolagets största ägare är grundaren Rikard Virta och Axel Johnson-gruppen genom Novax.